# チューダー様式

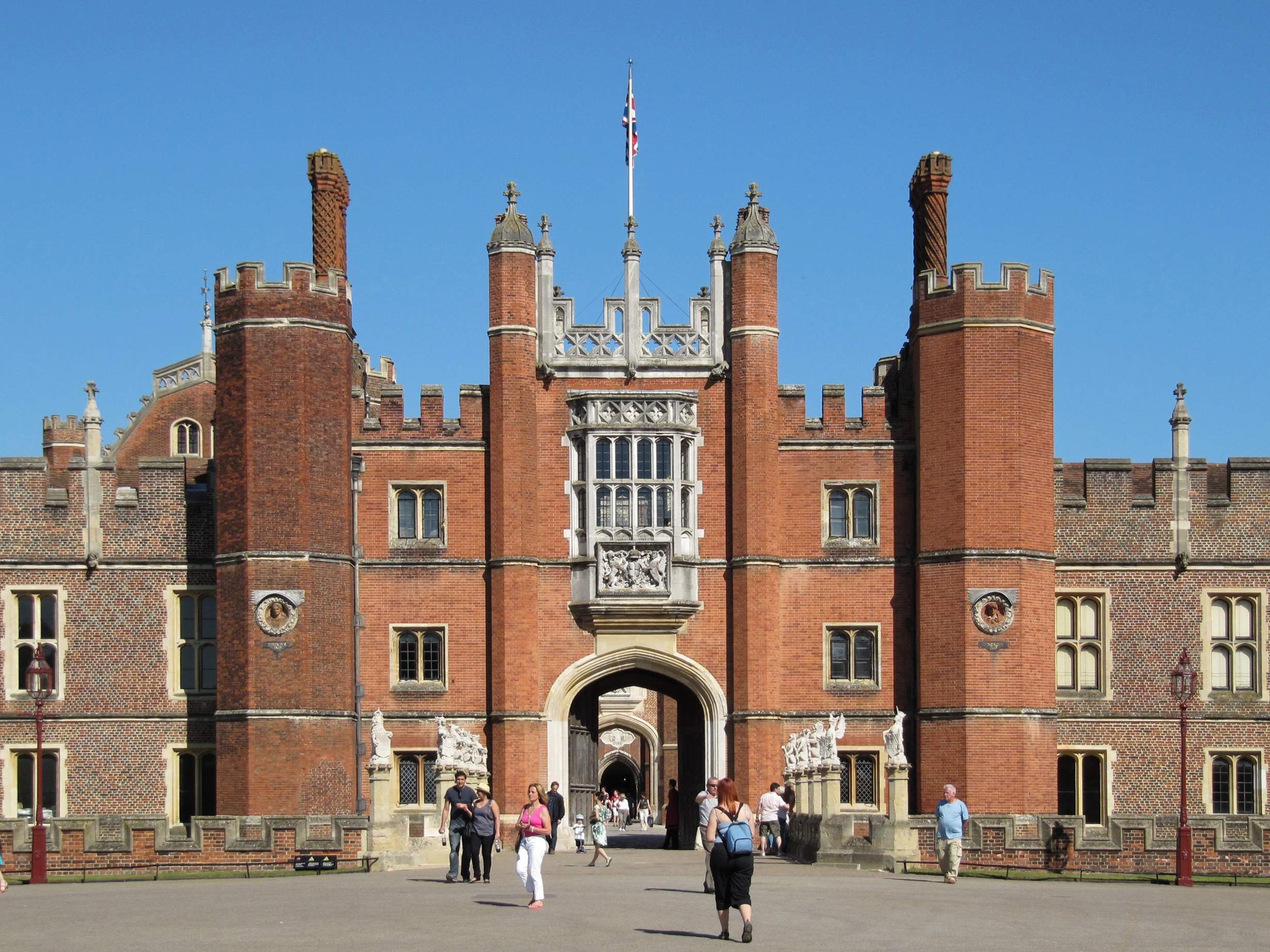
ハンプトン・コート宮殿 西正面

チューダー様式（Tudor style）は、イギリスのチューダー時代、15世紀末から16世紀半ばまでの建築様式。アーサー王物語（騎士団）の石造城郭のデザインや、ヘンリー8世がローマ法王庁と対立して国教会を設立し、修道院を破壊し、アングロサクソンのオリジナルなハーフチンバー（ブラックアンドホワイト）の建築を再評価したエリザベス時代までの建築をいう。後期垂直式ゴシック様式。

## 概要
薔薇戦争の終結とともに、後に「チューダーの平和」と呼ばれる国内に戦乱のない時代が訪れると、1530年代には建物の様式がゴシック様式から変化が生じるようになった。宗教改革によって潤沢な資金を得たヘンリー8世とその廷臣たちは、多くのチューダー様式の建造物を建て、ジェントリ層のカントリーハウスにも影響を与えた。チューダー様式は軍事目的の城郭が、宮殿やカントリーハウスに変化した時代の様式と言える。
外観の変化として、窓のサイズが大きくなり数も増えたことで採光能力が向上した。防御施設の出し狭間（マチコレーション）に代わって、オリエル・ウィンドウやボウ・ウインドウなどの出窓が設けられた。ゴシック様式の尖塔から、後にチューダー・アーチと呼ばれる扁平なアーチが導入された。
内装の変化として、扉が小さくなり、より装飾的となった。カントリーハウスではグレート・ホールなどの客間よりも、プライベートな居室の快適性が重視されるようになった。採光の良いソーラールームを設け、石炭を燃料とする暖炉と、それに応じた煙突の数も増えた。また、壁面を折り合わせた布（フォールド・クロス）を模した装飾を施した木製パネル（リネンフォールド・パネル）で覆うようになった。

## チューダー様式の作例

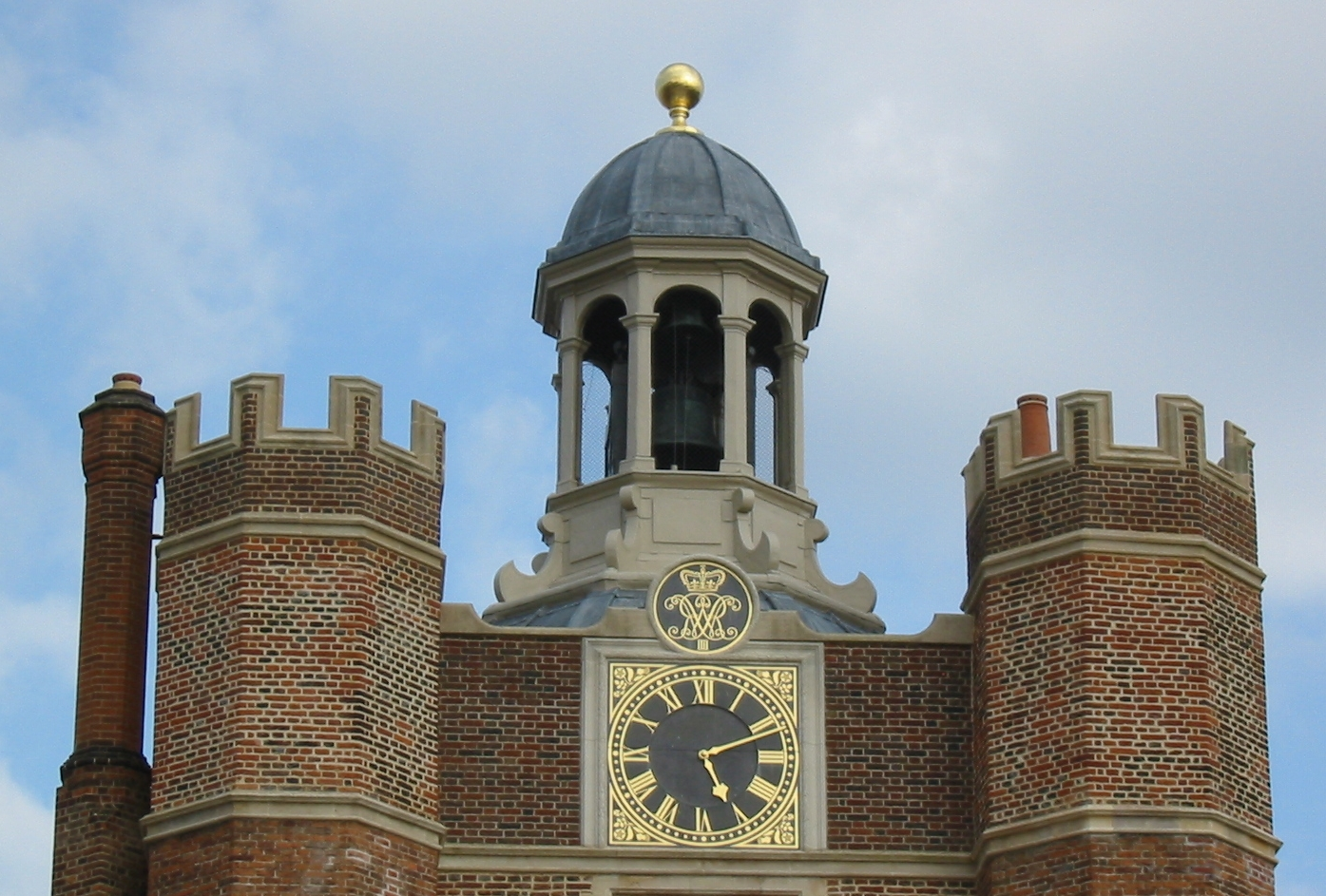
ハンプトン・コートのチューダー・アーチ
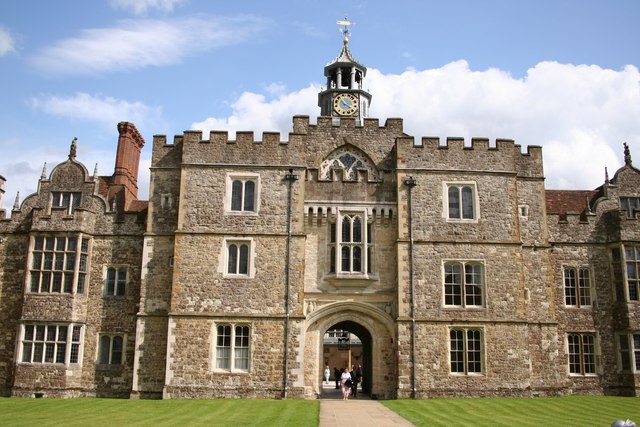
ノール・ハウス バウチャー・タワー 中央の白い出窓がオリエル・ウィンドウ
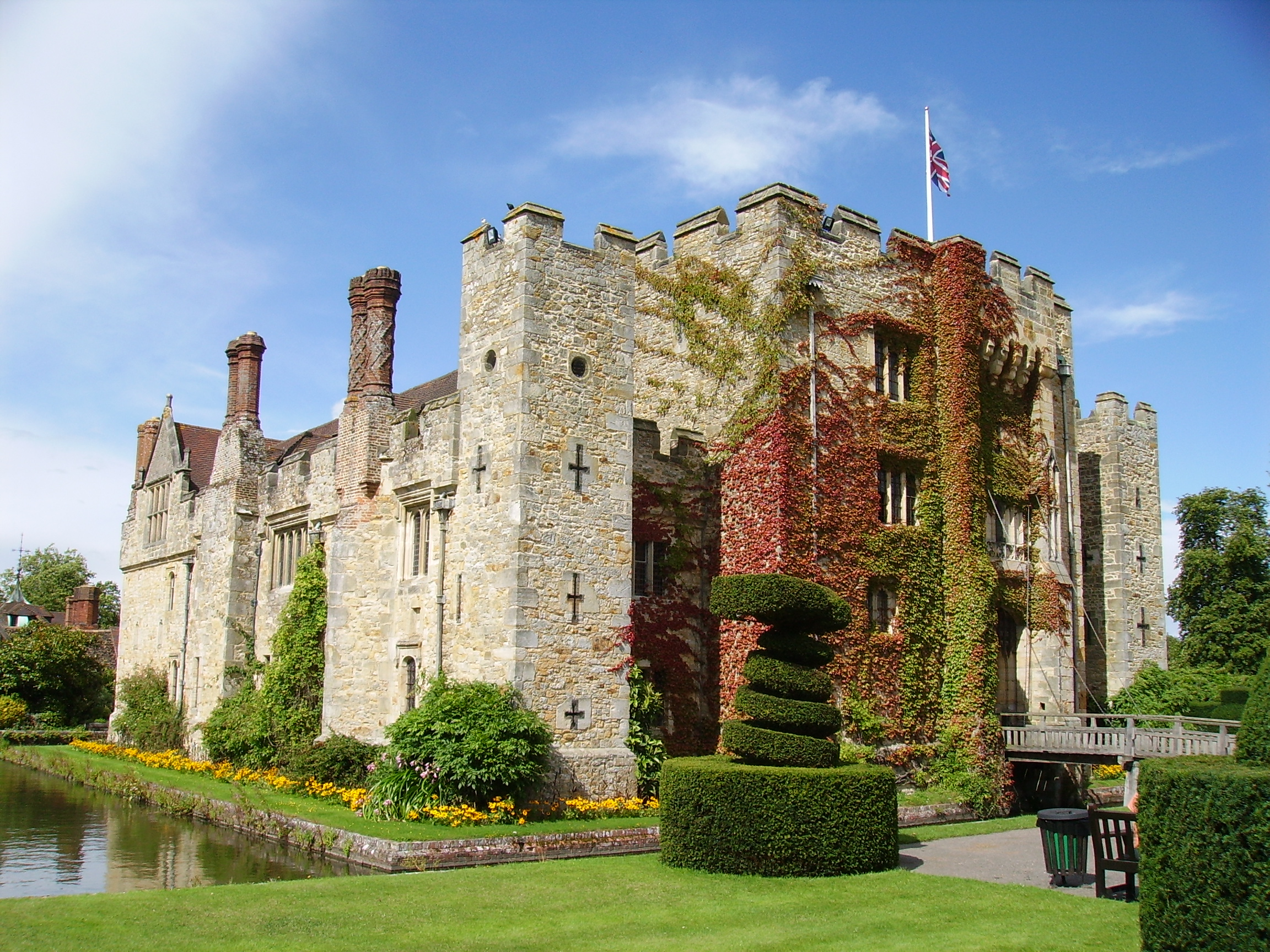
ヘヴァー城 20世紀初頭に忠実に修復されたチューダー様式の城
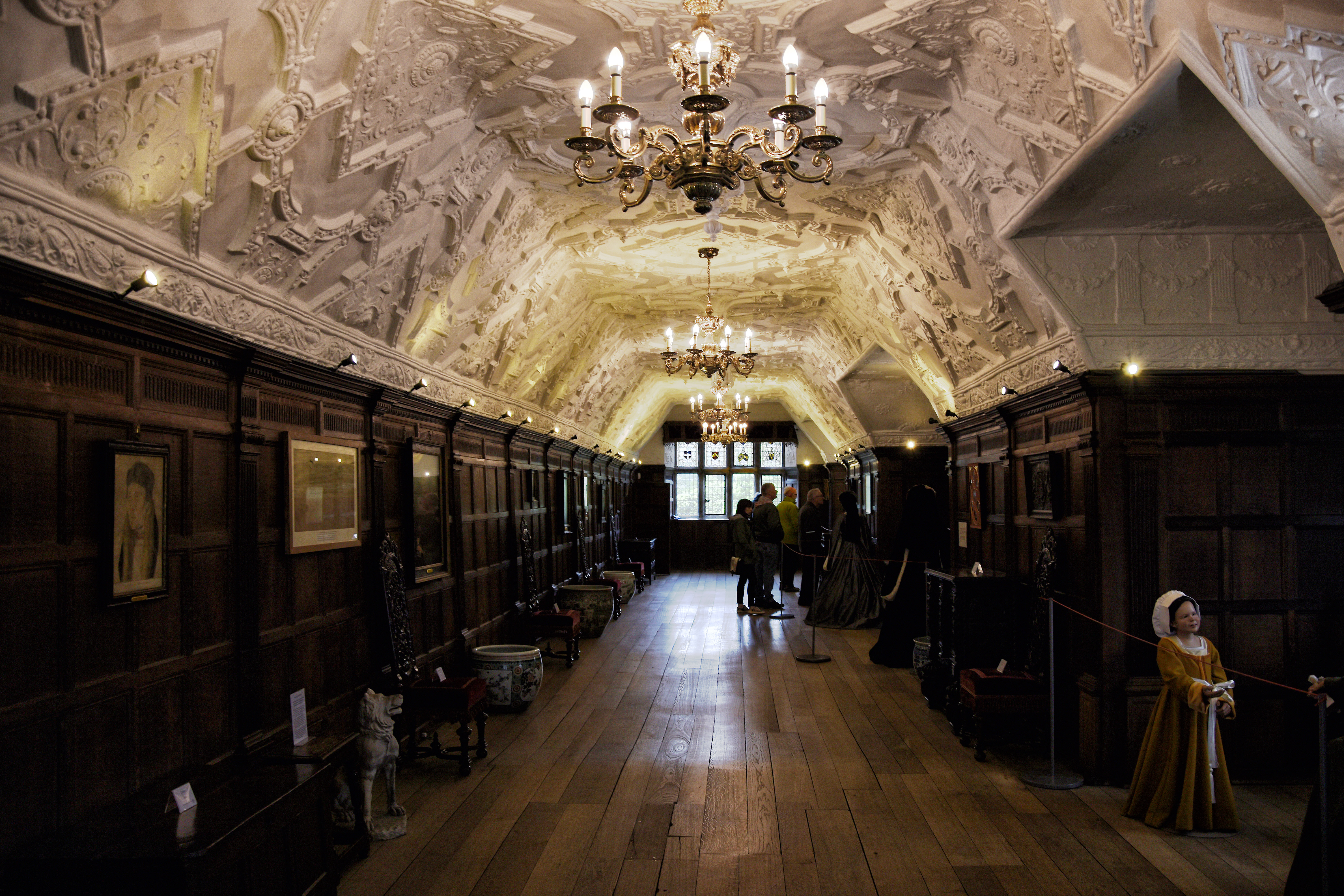
ヘヴァー城 ロング・ギャラリー 周囲の壁にリネンフォールド・パネルが貼られている